# 陶昕然
陶昕然（1985年1月13日—），中国女演員，生于中国湖南省益陽市安化县。

## 影视作品

### 电视剧
- 2006《婚姻背后》饰 王茜
- 2006《暗夜心慌慌》之《蜘蛛村的幽灵》饰 王茜
- 2010《黛玉传》饰 探春 主演
- 2011《后宮甄嬛傳》饰 安陵容
- 2012《宝乐婶的烦心事》饰 金月
- 2012《橱窗外的天空》饰 倩倩
- 2013《爱的契约》饰 葛小美
- 2014《我在北京，挺好的》饰 徐晓园
- 2014《十二金钱镖》饰 俞妍青
- 2014《盾神》饰 吳敏
- 2014《猎人公会之非你莫属》(网络剧) 客串
- 2015《爱情不打烊》饰 赵小芸
- 2015《马上天下》饰 梁楚韵
- 2016《铁血军歌》饰 何晨
- 2016《胭脂》飾  冯曼娜
- 2021 《陪你一起长大》 饰 沈晓燕
- 2022 《女士的法则》 饰 蒋琼
- 2024《流水迢迢》 (网络剧)饰 燕霜喬
- 2024《贵妃的御膳陷阱》 (网络短剧)
- 待播《雀骨》 (网络剧)
- 待播《绿水青山红日子》

### 電影
- 数字电影《杨梅红了的季节》饰：宋婷
- 胶片电影《消费爱情》饰：小芳
- 胶片电影《情怀》饰:王医生
- 《红色行动队》之《盘龙镇》饰:惠茹
- 2018《找到你》饰:朱敏
- 2024《夹缝之间》饰:李青草

### 綜藝節目
- 2015年 《爲她而戰》

## 外部連結
- 陶昕然的新浪微博
- 陶昕然的新浪博客
- 陶昕然的哔哩哔哩个人空间
- 陶昕然在互联网电影资料库（IMDb）上的資料（英文）（英文）
- 陶昕然在豆瓣上的资料（简体中文）
- 陶昕然在时光网上的簡介（简体中文）